# Olaf Jacobsen
Olof Jacobsen (Hønefoss, 24 marzo 1888 – Halden, 2 marzo 1969) è stato un ginnasta norvegese.

## Palmarès

### Olimpiadi
- 1 medaglia:
  - 1 bronzo (Stoccolma 1912 nel concorso svedese a squadre)